# Lupo (filme)
Lupo é um documentário biográfico português sobre um dos primeiros realizadores do Cinema Mudo em Portugal, Rino Lupo, escrito e realizado por Pedro Lino, produzido por Pandora da Cunha Telles e Pablo Iraola pela Ukbar Filmes, responsáveis pela série da RTP, A Espia, o filme, Soldado Milhões, e a co-produção do filme, The Man Who Killed Don Quixote, entre outros projectos. O filme conta com a participação de colaboradores, familiares e seguidores do trabalho de Lupo, e segue o seu percurso, desde o começo de carreira, ao advento do Cinema Sonoro.
O filme estreou a 30 de Abril de 2018 na 15ª Gala do IndieLisboa, até ter tido estreia comercial a 25 de Setembro de 2019. Está actualmente nomeado para o Prémio Sophia de Melhor Documentário, da Academia Portuguesa de Cinema.

## Sinopse
O documentário segue as aventuras e experiências de Rino Lupo na indústria cinematográfica portuguesa, onde lançou talentos como o lendário realizador Manoel de Oliveira (no filme de 1928 Fátima Milagrosa, enquanto actor), ou a actriz Beatriz Costa (em O Diabo em Lisboa, também em 1928). Conta com diversos depoimentos e reconstituições.

## Crítica
O filme foi relativamente bem recebido pela crítica.
Jorge Mourinha, a escrever para o Público e atribuindo três estrelas em cinco possíveis, diz tratar-se de um "óptimo documentário" e "uma descoberta que vale muito a pena fazer pelo modo lúdico e inteligente como cativa o espectador para acompanhar a história", apesar de lamentar ter demorado muito tempo a chegar às salas de cinema após o percurso no circuito de festivais no ano anterior (como a presença no IndieLisboa ou no FEST).
Eurico de Barros, a escrever para a Time Out (revista), atribuiu 4 estrelas em cinco possíveis, e o selo de "escolha dos críticos". Inês N. de Lourenço, a escrever para o Diário de Notícias, descreve o documentário como sendo um que "revela a agilidade e inteligência necessárias para abordar a biografia desta figura sui generis, sem cair na formatação do retrato-documento", atribuindo-lhe três estrelas (e a qualidade de "Bom"). Escrevendo para o blog Cineuropa, Vitor Pinto diz que no final o documentário é "um testemunho da paixão [de Lupo], e de paixão", sentindo fascínio "pela determinação de Lino em relacionar o presente com o passado (…), ao por exemplo, reconstruir imagens de velhas salas de cinema em diversas cidades"

## Prémios e nomeações
| Lista de prémios e nomeações                        | Lista de prémios e nomeações              | Lista de prémios e nomeações                                 | Lista de prémios e nomeações | Lista de prémios e nomeações |
| Prémios                                             | Categoria                                 | Nomeado                                                      | Resultado                    | R.                           |
| --------------------------------------------------- | ----------------------------------------- | ------------------------------------------------------------ | ---------------------------- | ---------------------------- |
| Prémios Sophia 2020 – Academia Portuguesa de Cinema | Melhor Documentário em Longa Metragem     | Pandora da Cunha Telles Pablo Iraola Pedro Lino Ukbar Filmes | Pendente                     | [ 5 ]                        |
| Prémios CinEuphoria 2019                            | Melhor Documentário – Competição Nacional | Pedro Lino                                                   | Indicado                     | [ 6 ]                        |